# Сент Јакоб парк
Свети Јакоб парк (нем. St. Jakob Parkⓘ) је фудбалски стадион у швајцарском граду Базелу. Домаћин тог стадиона је ФК Базел, швајцарски клуб са тренутно највише трофеја. Стадион је отворен 2001. године као нови стадион ФК Базела. Овај стадион ће бити један од осам домаћина Европског првенства у фудбалу 2008. године. Тренутно је Свети Јакоб парк, са својих 42500 места, највећи стадион у Швајцарској.

## Положај
Стадион се налази у граду Базелу, у близини заједничке границе Швајцарске са Француском и Немачком. Стадиону се може прићи из више праваца, различитим превозним средствима. Градски превоз Базела довози гледаоце из правца главне железничке станице и Базела. Аутомобилом се на стадион стиже излазом 10 (Базел, Свети Јакоб), са ауто-пута А3 и излазом 6 (Базел, Свети Јакоб) ауто-пута А2. У близини стадиона се налази и Међународни аеродром Базел.

## Историја
Свети Јакоб парк као нови стадион Базела отворен је 2001. године. Тада је имао капацитет од 31.539 гледалаца. Архитекти су били Швајцарци Herzog & de Meuron. После обнављања треће трибине поводом Европског првенства у фудбалу 2008, капацитет стадиона се повећао на око 42.500 гледалаца. Овај стадион, заједно са Стад де Свисом из Берна, има право да носи четири звезде стадиона УЕФЕ.

## Европско првенство у фудбалу 2008.
На европском првенству у фудбалу 2008, на овом стадиону било је одиграно шест утакмица, од којих су три по групама, две утакмица четвртине финала и једна полуфинална утакмица. Турнир је био отворен 7. јуна 2008. године. на овом стадиону.